# Elvis (film din 2022)
Elvis este un film dramatic muzical biografic despre Elvis Presley. Filmul este regizat de Baz Luhrmann, care a scris și scenariul, alături de Sam Bromell, Craig Pearce și Jeremy Doner. În rolurile principale sunt actorii Austin Butler, care îl interpretează pe Elvis, și Tom Hanks, care îl interpretează pe Colonel Tom Parker, impresarul lui Elvis. Filmul și-a făcut premiera la Festivalul de Film de la Cannes pe 25 mai 2022 și a fost lansat în cinematografe pe 24 iunie 2022. A fost un succes critic și comercial, încasând 287,3 milioane de dolari în întreaga lume, cu un buget de 85 de milioane de dolari, devenind al doilea film biopic muzical cu cele mai mari încasări din toate timpurile, după Bohemian Rhapsody.

## Acțiunea
Filmul reprezintă o cronică a vieții și carierei legendei rock and roll Elvis Presley.

## Distribuție
- Tom Hanks - Colonelul Tom Parker
- Austin Butler - Elvis Presley
- Chaydon Jay - Elvis preadolescent
- Olivia DeJonge - Priscilla Presley
- Yola Quartey - Sora Rosetta Tharpe
- Luke Bracey - Jerry Schilling
- Kelvin Harrison Jr. - BB King
- Dacre Montgomery - Steve Binder
- Helen Thomson - Gladys Presley, mama lui Elvis
- Richard Roxburgh - Vernon Presley, tatăl lui Elvis
- David Wenham - Hank Snow
- Alton Mason - Little Richard
- Natasha Bassett - Dixie Locke
- Leon Ford - Tom Diskin, purtător de cuvânt al colonelului Tom Parker
- Kate Mulvany - Marion Keisker
- David Gannon - Charlie Hodge
- Kodi Smit-McPhee - Jimmie Rodgers

## Premii
La a 95-a ediție a Premiilor Oscar, Elvis a primit opt nominalizări, însă nu a câștigat niciun premiu. Filmul a mai avut nouă nominalizări la Premiile BAFTA, primind patru, între care „Cel mai bun actor într-un rol principal” pentru Butler, șapte nominalizări la Critics' Choice Movie Awards (câștigând un premiu) și trei nominalizări la Premiile Globul de Aur (câștigând unul).
Însă prestația lui Tom Hanks a fost criticată, acesta primind două premii Zmeura de Aur, pentru cel mai slab actor într-un rol secundar și cea mai slabă combinație (cu fața sa de latex și cu accentul său ridicol).